# Baeometra
Baeometra é um género botânico pertencente à família Colchicaceae.